# Forse ancora poesia
Forse ancora poesia è l'ottavo album del gruppo italiano dei Pooh, pubblicato nel 1975 dalla casa discografica CBS.

## Il disco
Esce nel mese di ottobre 1975, a poco più di sei mesi di distanza dall'album precedente Un po' del nostro tempo migliore, nel tentativo di compensare le deludenti vendite di quest'ultimo. Si otterrà però il risultato contrario, dato che il nuovo album venderà poco più della raccolta 1971-1974 (la quale, come di consueto nei mercati di allora, come antologia non aveva spopolato dal punto di vista commerciale).
La mancanza di un risultato commerciale soddisfacente acuisce così la discordia fra i Pooh e il produttore Giancarlo Lucariello.
Si tratta dell'unico album dei Pooh in cui ad ogni canzone compare la voce di Dodi, mentre manca l'apporto solistico di Red.
Gli arrangiamenti restano il più delle volte essenziali, spesso accompagnati da chitarra e pianoforte.
Il gruppo vuole infatti ridimensionare la presenza dell'orchestra, soprattutto dopo i primi spettacoli effettuati con luci, effetti tecnici e migliaia di fans.
I Pooh vogliono farsi apprezzare come musicisti e percorrere strade nuove.
Giancarlo Lucariello, nella sua veste di produttore artistico, vede invece il successo del gruppo nelle sonorità soffuse di archi e fiati. Fino ad un certo punto, i Pooh riescono nel loro intento dato che, forse per la fretta, una mezza dozzina di pezzi resta del tutto o in buona parte priva di arrangiamenti orchestrali. I pezzi più famosi dell'album, al contrario, vengono letteralmente immersi nelle sonorità classicheggianti dell'orchestra di Gianfranco Monaldi, come all'epoca dell'album Alessandra.
È dunque un disco che risente di alcuni compromessi: ad esempio, Roby e Valerio rinunciano a pubblicare alcune canzoni (fra le quali Linda, che diventerà il singolo di lancio dell'LP successivo).
Wild track viene cantata in inglese, col suo stile country è una delle innovazioni maggiori nel disco, ed è anche l'unico brano che i Pooh non abbiano direttamente concepito in lingua italiana.
Per promuovere il disco esce il singolo Ninna nanna/È bello riaverti con quest'ultimo pezzo non pubblicato nell'album, che però resta solo alle soglie della hit parade. Fra i più famosi pezzi del disco si possono ricordare Cara bellissima, in origine prevista per essere il secondo singolo estratto dall'album e Un posto sulla strada, un brano che Roby Facchinetti ha spesso utilizzato per scaldare la voce prima dei concerti.
Di particolare interesse anche i due pezzi strumentali, Quinta stagione e Forse ancora poesia.
Corri corri narra la storia di un futuro padre in viaggio per raggiungere frettolosamente la compagna nel momento del parto ed infatti nel 1975 Dodi ha avuto la figlia Sara. Nel brano Rock 'n' roll canta anche Valerio Negrini.
La prima stampa del vinile ha busta interna verde con angoli smussati.

## Tracce
1. Corri corri (Facchinetti-Negrini) - 3:02 / Voce principale: Dodi
2. Ninna nanna (Facchinetti-Negrini) - 3:21 / Voce principale: Dodi
3. Wild track (Battaglia-Negrini) - 3:19 / Voce principale: Dodi
4. Quel tanto in più (Facchinetti-Negrini) - 4:24 / Voce principale: Roby, Dodi
5. Quinta stagione (strumentale) (Facchinetti) - 4:19
6. Cara bellissima (Facchinetti-Negrini) - 5:07 / Voce principale: Dodi e Roby
7. Peter jr. (Battaglia-D'Orazio) - 4:51 / Voce principale: Dodi
8. Un posto sulla strada (Facchinetti-Negrini) - 3:43 / Voce principale: Roby e Dodi
9. Rock 'n' roll (Battaglia-Negrini) - 2:30 / Voce principale: Dodi
10. Forse ancora poesia (strumentale) (Facchinetti) - 4:30

## Formazione
- Roby Facchinetti - voce solista, pianoforte, tastiera
- Dodi Battaglia - voce solista, chitarra
- Stefano D'Orazio - voce, batteria, percussioni
- Red Canzian - voce, basso

## Singolo estratto
- Ninna Nanna/È bello riaverti (lato B non incluso nel disco)